# Lysiloma acapulcense
Lysiloma acapulcense är en ärtväxtart som först beskrevs av Carl Sigismund Kunth, och fick sitt nu gällande namn av George Bentham. Lysiloma acapulcense ingår i släktet Lysiloma och familjen ärtväxter. IUCN kategoriserar arten globalt som livskraftig. Inga underarter finns listade i Catalogue of Life.